# Yo Leela Leela
Yo Leela Leela (с англ. — «Эй Лила Лила») — 21 эпизод 6 сезона мультсериала «Футурама», вышедший в эфир 21 июля 2011 года.

## Сюжет
Лила приезжает в родной приют, чтобы зачитать сказку детям, но книг в приюте давно нет — дети съели все книги. Лила прямо на ходу пытается придумать свою сказку, но детишкам она не нравится. Тогда Лила решает сочинить по-настоящему хорошую сказку в здании Планетного Экспресса, но там ей все мешают, и она улетает на корабле в неизвестном направлении.
Через некоторое время Лила вновь приезжает в приют, сказав, что придумала сказку, которая понравится детям. Перед ней директор детского телеканала Tickleodeon Абнер Даблдил рекламирует новые передачи телеканала, однако они не вызывают у детей никакого интереса. Лила рассказывает сказку о стране Весёлый Холмик и его жителях: холмички Божья Коровка, пружинке Дзынь, принцессе Ням-Ням, Феффернусе и Дудоне (в переводе 2х2 иначе — Коровка, Прыгун, принцесса Ням-Ням, Баяка, Бормотун), речь которого непонятна другим жителям. Детишки просто в восторге. Это замечает Абнер. Он предлагает Лиле создать телешоу по мотивам её сказки, и Лила соглашается.
Шоу Лилы решено снимать прямо в здании Планетного Экспресса. Персонажей мультфильма будут играть персонал Планетного Экспресса, так как они схожи по характерам со своими персонажами: Лила (Божья Коровка), Фрай (Дзынь), Бендер (Дудоня), Эми (Ням-Ням) и Зойдберг (Феффернус). Вскоре шоу Весёлый Холмик становится хитом. Лилу приглашают на церемонию награждения «Выбор Молодёжи», где она получает награду за лучшее детское шоу.
После награждения Лила прямо из ресторана улетает на планету, где живут персонажи её шоу, настоящие холмички. Они поют песни и учат друг друга хорошим вещам, когда Лила записывает истории из их жизни как сценарии для своего шоу. Её обнаруживает Бендер, который на корабле веселился с женороботом, и он требует половину её дохода. Лила не может мириться с мыслью, что она ворует идею, сюжет и человечков, и вместе с другими летит на ту планету, где живут холмички. Лила всем говорит о своём обмане. Однако Абнер даже в этом находит выгоду: теперь Весёлый холмик — это реалити-шоу.

## Критика
Зак Хандлен из газеты AV Club в целом высоко оценил эпизод, присваивая ему рейтинг B+. Хандлен похвалил серию за юмор и сценарий, но сказал, что она продолжает «общую рискованную тенденцию сезона».